# Idol japonez
Idolul japonez (corespuzând cuvântului din limba japoneză アイドル aidoru) este un termen apărut în cultura japoneză în anii 1960 care desemneazăe personalități mass-media (adolescenți sau adulți tineri) care sunt considerate deosebit de atractive sau drăguțe, și care, pentru o perioadă variind de la câteva luni la câțiva ani, apar în mod regulat în mass-media, ca, de exemplu, cântăreți din grupuri de muzică pop, actori cu roluri secundare, vedete TV, foto-modele.

## Istorie
Japanese idol a apărut în anii 1960. În anii 1970 trupe de idol japoneze precum Pink Lady și Candies au devenit trupe idol japoneze. 
În anii 1990 apare gravure idol adică fotomodele în reviste pentru adulți cum ar fi Yoko Matsugane și alte fotomodele din categorie gravure idol.
În anii 1990 Namie Amuro a fost un idol când era în trupă Super Monkeys. Alte idoli din anii 1990 mai sunt membrii al trupei SMAP și alți idoli.

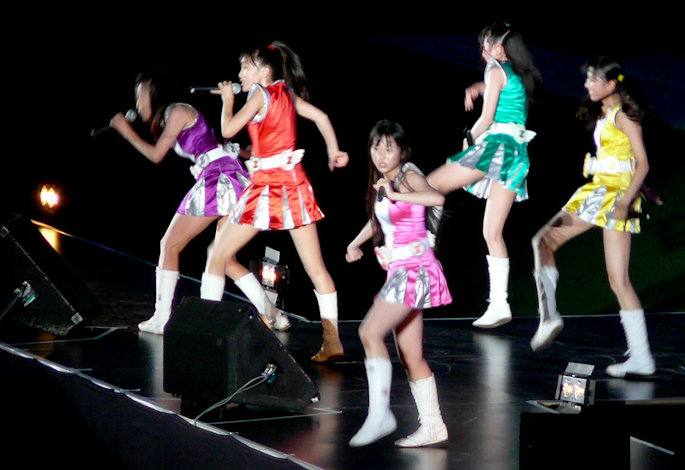
Momoiro Clover Z

Trupe precum Momoiro Clover Z, AKB48, Morning Musume, Berryz Kobo, Cute, S/mileage, Perfume, Arashi, au devenit în rândul tinerilor de azi și foști idoli precum Yuko Nakazawa, Natsumi Abe, Atsuko Inaba, Yuki Maeda, și Hitomi Yoshizawa plecate de la Hello! Project după concertul de adio al Elder Club din anul 2009 din luna Martie și Hello! Project countină cu Juice=Juice, S/mileage, Morning Musume, Cute, și  Berryz Kobo și fără Elder Club. Hello! Project a devenit în anii 2000 cu trupe precum Tanpopo, Petitmoni și Sheki Dol și acum idol japonezii precum Koharu Kusumi, Risa Niigaki și Ayumi Ishida au devenit idol japonezii în rândul tinerilor de azi. În anii 2010 apare alte trupe de idol cum ar fi Momoiro Clover Z și alte cum ar fi Tokyo Girls'Style.

## Idol
- Momoiro Clover Z
- Erina Mano
- S/mileage
- Team Syachihoko
- BabyMetal
- Dorothy Little Happy
- A.B.C-Z
- Idoling!!!
- Juice=Juice
- Morning Musume
- Berryz Kobo
- Perfume
- AKB48
- Cute
- KAT TUN
- Arashi

## Foști idol
- Morning Musume OG
- Yuko Nakazawa
- Maki Goto
- Mai Satoda
- Erika Miyoshi
- Natsumi Abe
- Asami Konno
- Hitomi Yoshizawa
- Miki Fujimoto
- Kei Yasuda
- Rika Ishikawa
- Nozomi Tsuji
- Yuki Maeda
- Yui Okada
- Kaori Iida
- Makoto Ogawa
- Aya Matsuura
- Atsuko Inaba